# St. Alban (Liblar)

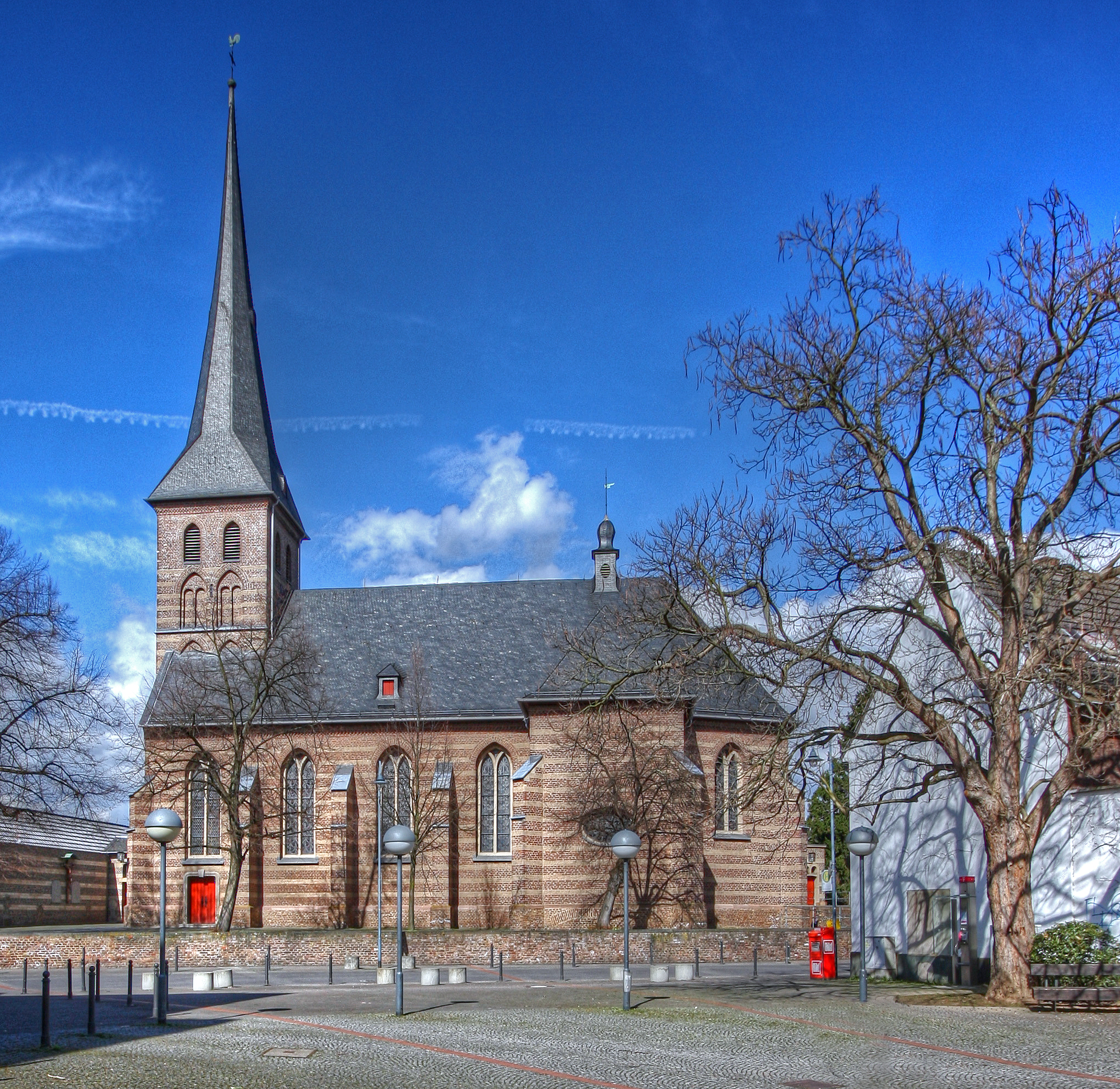
Pfarrkirche St. Alban

St. Alban ist eine römisch-katholische Pfarrkirche in Liblar, einem Stadtteil von Erftstadt im Rhein-Erft-Kreis.

## Ursprung
Die Pfarre Liblar wurde erstmals um 1155 als „parochia Lubdelare“ in einem Pergament des „Codex Thioderici“, einem Verzeichnis des Benediktinerklosters, der Abtei Deutz, erwähnt. In dieser Handschrift erschien Liblar unter den angeführten Pfarreien, die jährlich Spenden oder Almosen nach Deutz brachten. In einem Verzeichnis der kirchlichen Einkünfte, dem Liber valoris, wurde die Pfarrkirche in Liblar um 1308 ebenfalls aufgeführt. Die schon frühe Verwendung der Bezeichnung Pfarre lässt den Schluss zu, dass schon sehr viel früher ein kleines Gotteshaus im Ort bestanden haben wird.

### Weiterentwicklung

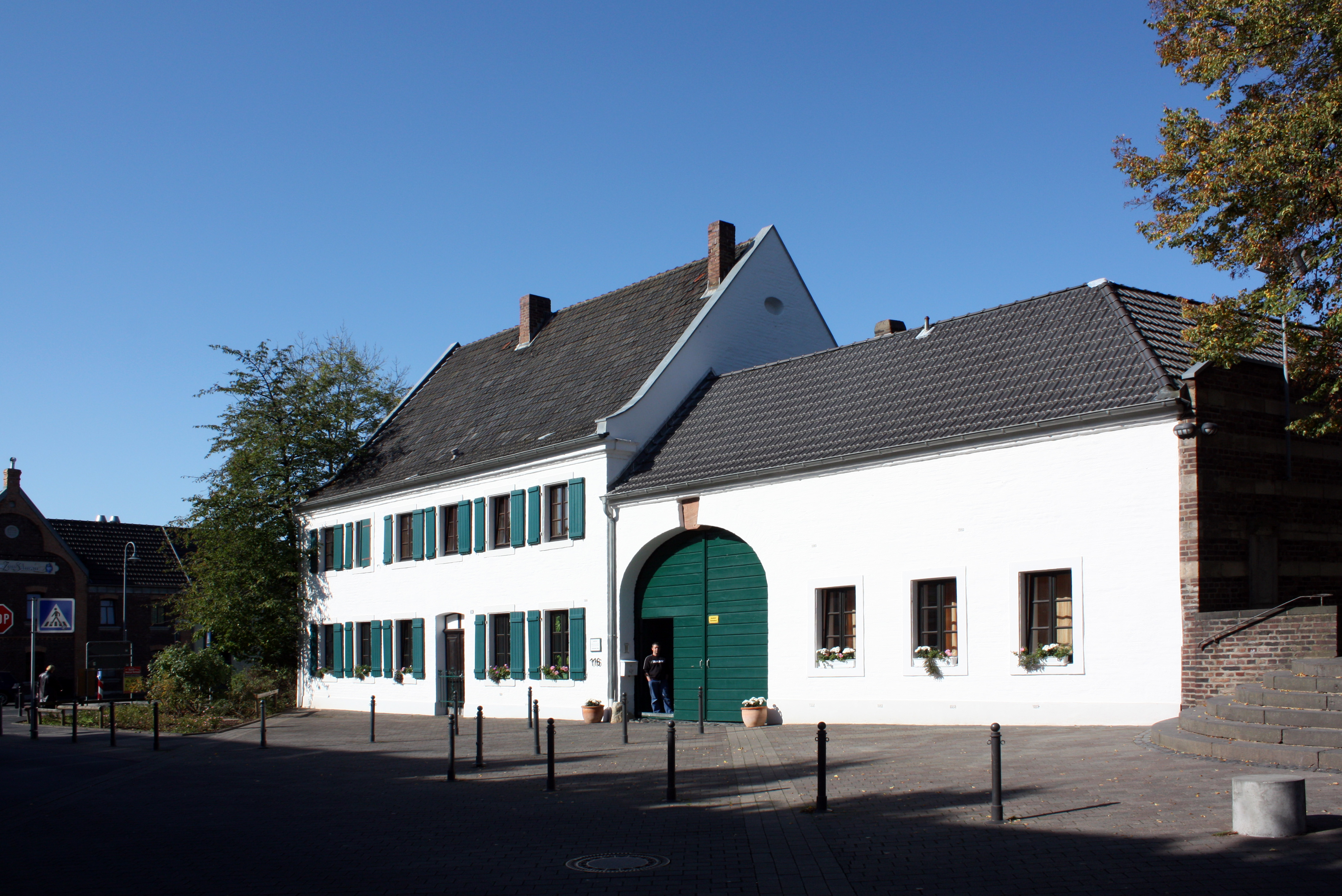
Ehem. Fronhof des Stiftes Dietkirchen, Bonn

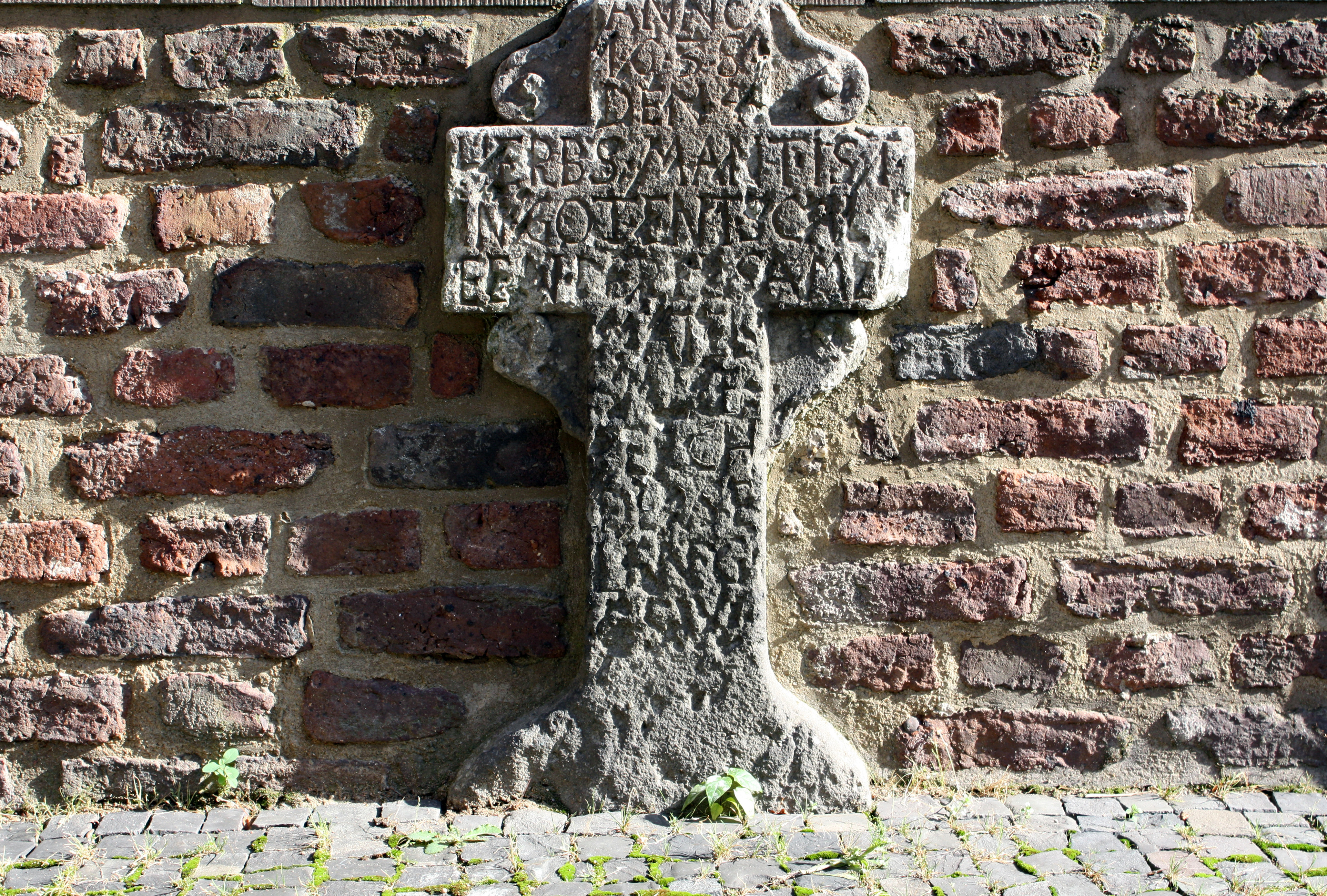
Grabstein des alten Kirchhofs

In späterer Zeit nahm das Kloster und spätere Frauenstift Dietkirchen, gelegen in der heutigen Nordstadt Bonns, das in Liblar einen Fronhof und weitere Güter und Rechte besaß, Einfluss auf die Weiterentwicklung der Pfarrkirche. Seit wann die Äbtissin von Dietkirchen das Patronatsrecht hatte, ist nicht bekannt. Fest steht, dass anlässlich einer kirchlichen Visitation im Jahre 1569 das Vorschlagsrecht der Äbtissin oblag, und wohl auch verbrieft war. Seit dem Jahr 1628 wurde St. Alban als Pfarrpatron bezeichnet, und noch 1662 wurde die Äbtissin des Stiftes als „Kollatrix“ (Vorschlagberechtigte) bezeichnet.

### Baufälligkeit und Zuständigkeiten
Von alters her waren die Zuständigkeiten bei einem Neubau oder der weiteren substantiellen Unterhaltung eines Kirchengebäudes aufgeteilt. In der Mitte des 17. Jahrhunderts drohte der Kirchturm, den die Gemeinde zu unterhalten hatte, einzustürzen. Auch das baufällige Dach des Kirchenschiffes musste dringend erneuert werden. Die Äbtissin zeigte kein Interesse, sich an einem notwendigen Neubau der Kirche zu beteiligen. Auch Verhandlungen, die der Malteserritter Hieronymus Wolff Metternich ab 1668 mit der Stiftsleitung wegen eines gemeinsamen Neubaus führte, blieben ergebnislos. Die Äbtissin vertrat den Standpunkt, dass sie als Inhaberin des großen Zehnten nur zu Reparaturen des Kirchenschiffs, nicht aber zu einem Neubau angehalten werden könne. 1669 beschlossen Vogt und Schöffen, die Kirche wegen Baufälligkeit abzureißen und eine neue Kirche zu bauen.

### Neubau

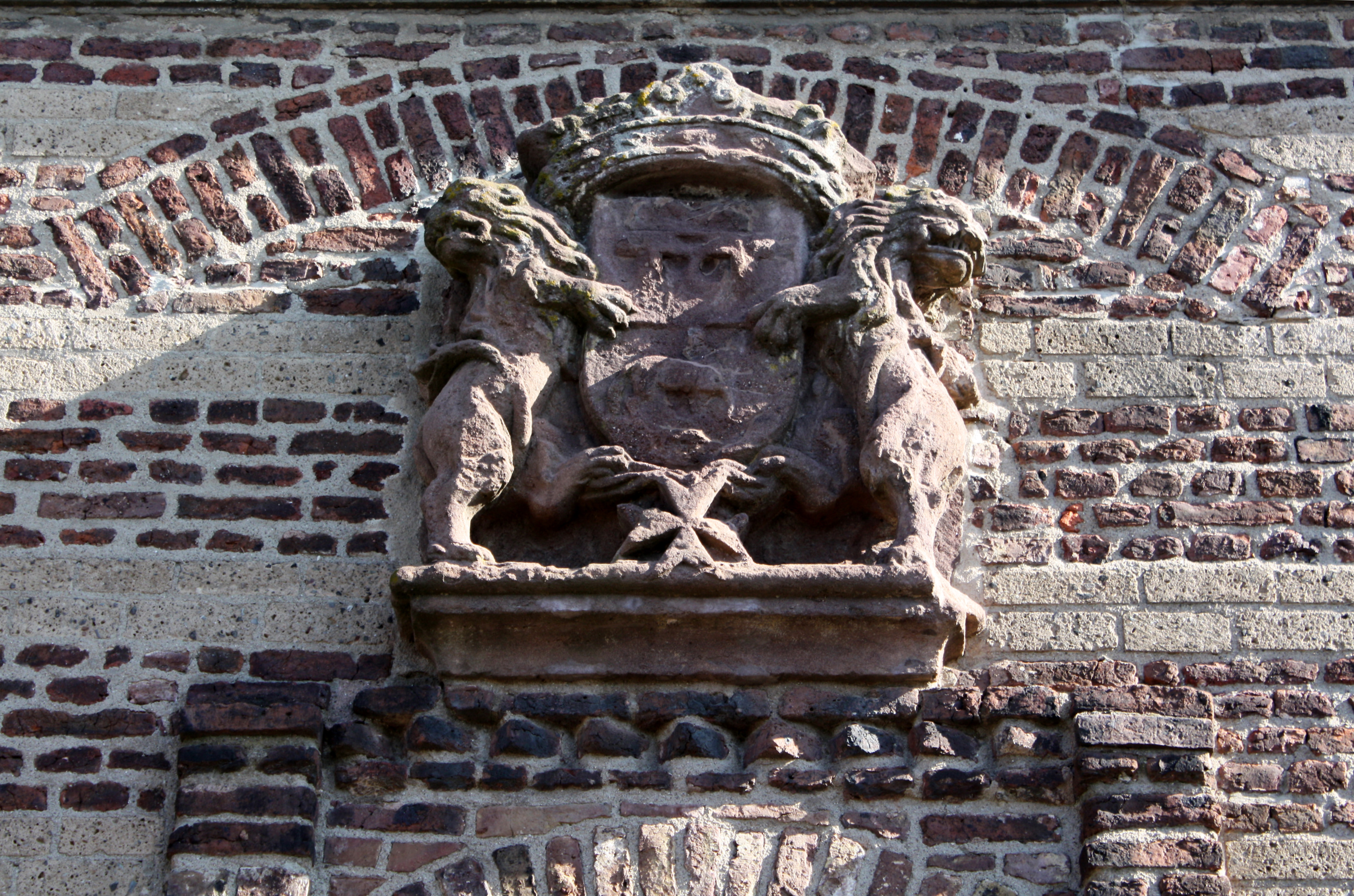
Wappen Wolff-Metternich

Haus Gracht übernahm schließlich die Baukosten für einen größeren Neubau.
Das Bauwerk erforderte eine Anzahl von etwa 500.000 Feldbrandziegeln die vor Ort in zwei Ziegelöfen gebrannt wurden. Die für den Brennvorgang notwendigen Kohlen wurden aus den Gruben des Eschweiler Kohlbergs herangeschafft, und das Holz für die Zimmermannsarbeiten wurde im Schwarzwald geschlagen. Es wurde dann von Straßburg rheinabwärts bis Wesseling geflößt und von dort nach Liblar transportiert.
Nach der Fertigstellung der Kirche im Jahre 1672 erfolgte durch den Landdechanten die Konsekration. Die Familie Wolff Metternich ließ in der neu erbauten Kirche ein Oratorium für ihre Angehörigen errichten, dessen Nutzungsrecht und ausschließlicher Besitz der Familie und ihren Nachkommen noch 1847 durch den Kölner Erzbischof von Geissel bestätigt wurde.

#### Stiftungen zur Ausstattung
Wie schon zu den Baukosten, trug auch in der Folgezeit die ortsansässige Familie Metternich zur Ausstattung der Kirche bei. Sie stiftete 1672 sieben Kirchenfenster, die mit Namen und Wappen der Familie versehen waren. Auch die beiden Seitenaltäre, einen Marienaltar und einen Heilig-Kreuz-Altar mit Altarbildern des Künstlers Rudolphi, waren Spenden der Metternichs. Das Bild des Hauptaltares stellte die Enthauptung des heiligen Alban dar, der seinen Kopf in den Händen trägt. Darüber war das Familienwappen der Linie Wolff Metternich/Asseburg angebracht, das erst nach 1769 entstanden sein dürfte.

#### Glocken
Auch die neuen Glocken von 1687 wurden überwiegend von den Metternichs finanziert. 1745 wurde die mittlere Glocke (heute nicht mehr vorhanden) von dem bekannten, aus dem belgischen Malmedy stammenden Glockengießer Martin Legros umgegossen. Die nach der Aufhebung der Kölner Kirche St. Jakob im Jahr 1803, 1816 an die Liblarer Kirche überwiesenen Glocken der Jakobskirche, sind heute dort jedoch nicht mehr verifizierbar. Ob die aus dem Jahre 1816 stammende St. Alban und St. Leonard geweihte Glocke mit dem Kölner Geläut in Zusammenhang stand, ist nicht bekannt. Sie wurde 1942 requiriert, kam aber 1947 unversehrt zurück. Zwei Glocken, vermutlich die Marienglocke von 1403 und die Donatusglocke von 1862, wurden im Ersten Weltkrieg eingeschmolzen und durch zwei 1924 gegossene ersetzt.

### Umbauten und Erweiterungen
Nachdem St. Alban schon in den 1860er Jahren restauriert worden war, erfolgten erneute Arbeiten in der Kirche nach der Jahrhundertwende.
Um 1900 stellte sich die Frage, ob wegen der wachsenden Einwohnerzahl, die durch den Zuzug von Bergarbeitern ausgelöst worden war, eine Vergrößerung der Kirche sinnvoll sei oder ein Kirchenneubau im „Donatusdorf“ (dem heutigen Oberliblar) angestrebt werden sollte. Aus Kostengründen unterblieben jedoch vorerst beide Varianten. Als Neuerung wurde jedoch vom Kirchenvorstand, der durch Pastor Lennarz in den Jahren 1901 und 1903 betriebenen Umwandlung der Innenausstattung zugestimmt. Dieser ließ die barocken Seitenaltäre, den Marienaltar und den Heilig-Kreuz-Altar, entfernen und durch neugotische Altäre ersetzen. Die Gemälde des Künstlers Rudolphi blieben erhalten. Auch die Kanzel wurde in der folgenden Zeit durch eine in neugotischem Stil ersetzt. Diesem Austausch folgten dann die Beichtstühle, schließlich auch die Kommunionbank. Abschließend wurde die Kirche im Nazarenerstil ausgemalt. Die Kosten der Anschaffungen und Arbeiten wurden überwiegend durch Spenden aufgebracht, von denen ein großer Teil durch den Pfarrer selbst beigesteuert worden war.
Unter Pastor Linden wurden 1928 Taufkapelle, Beichtkapelle und Sakristei nach Plänen von Professor Dominikus Böhm angebaut. Von einem geplanten seitlichen Schiff riet dieser wegen der Brüchigkeit der Kirchengewölbe ab. Stattdessen schlug er einen Anbau an der Westseite der Pfarrkirche vor, was in späterer Zeit auch realisiert werden sollte.

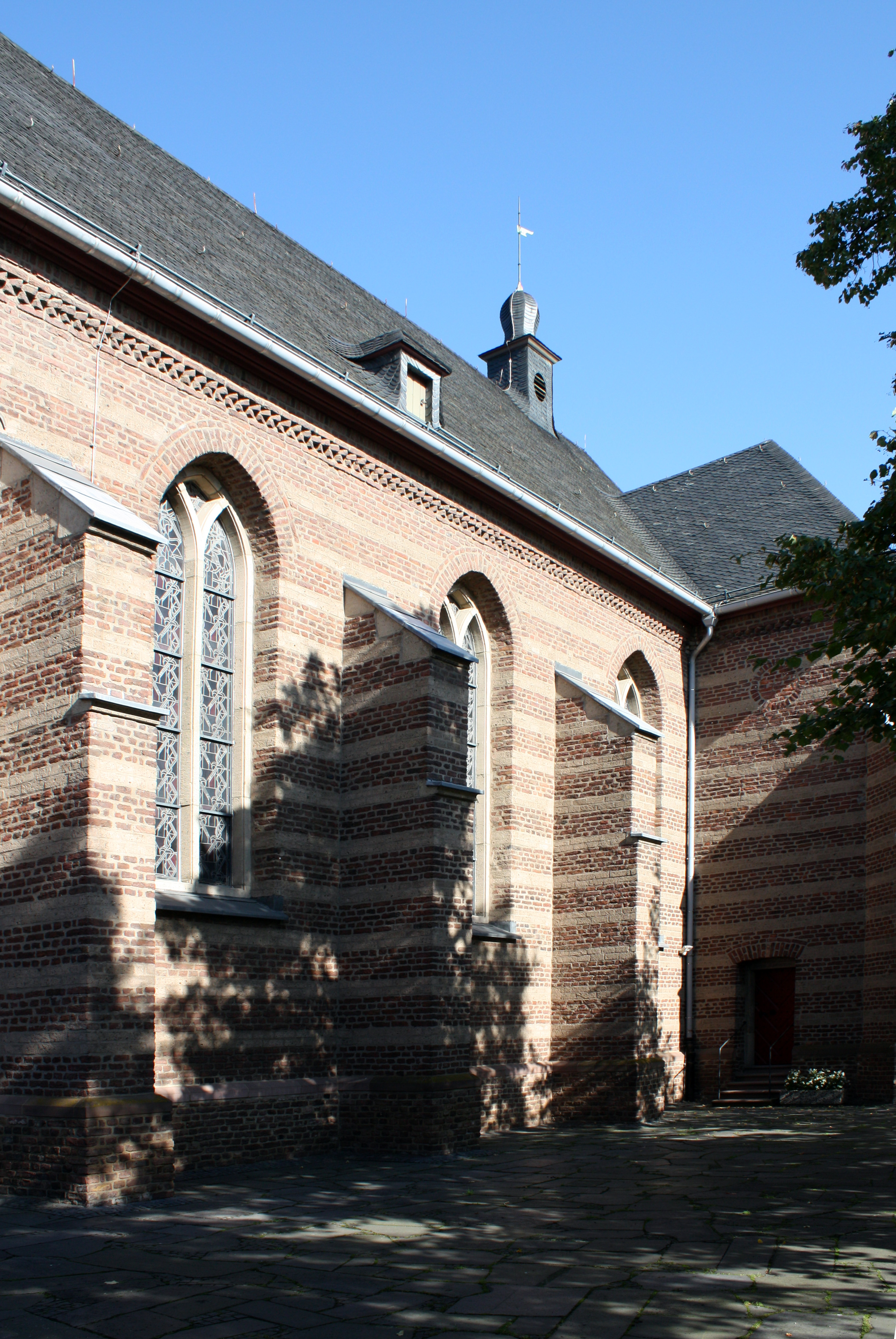
Schiff, Strebewerk und Dach
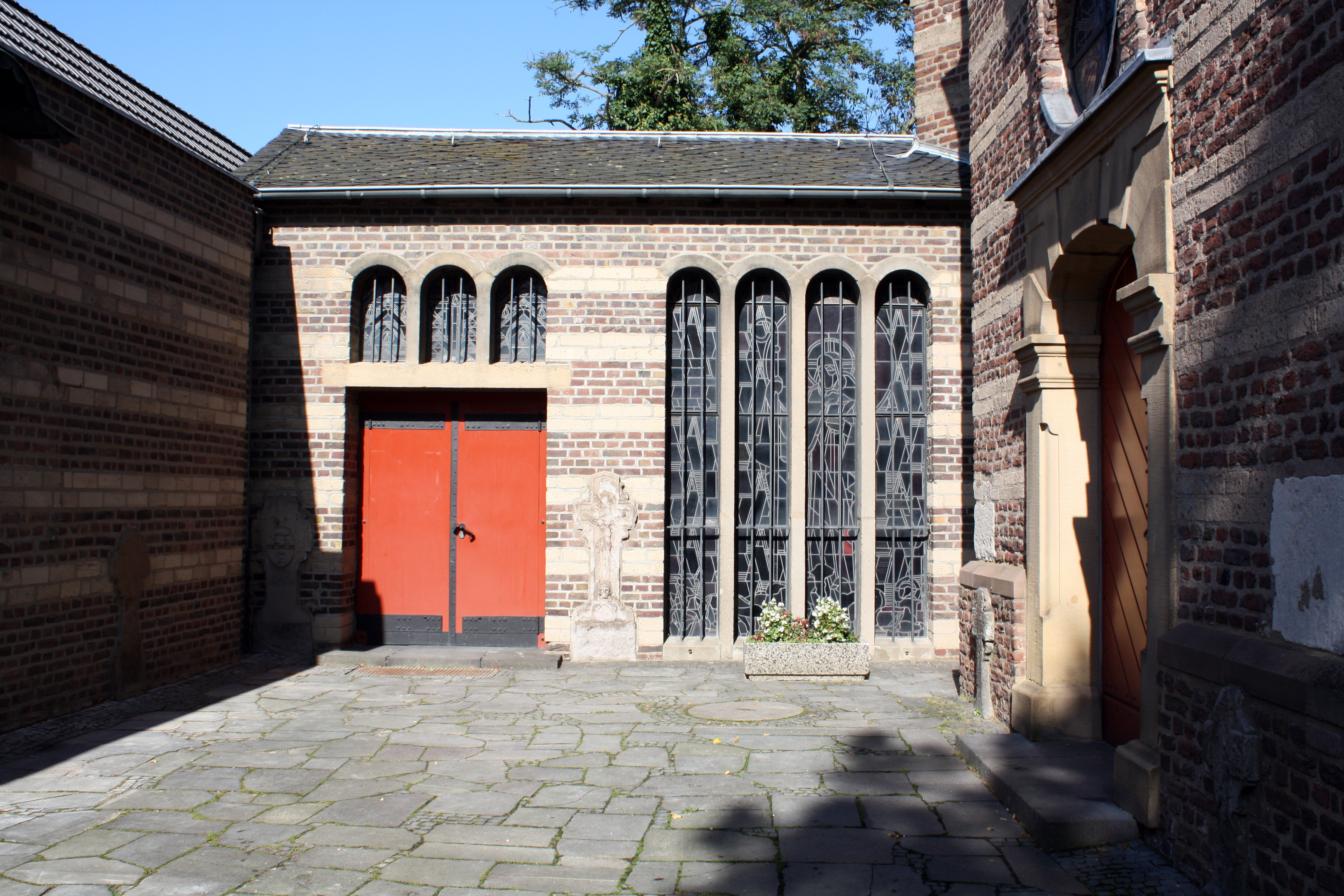
Vorhof mit Grabkreuzen, Eingang zur Taufkapelle
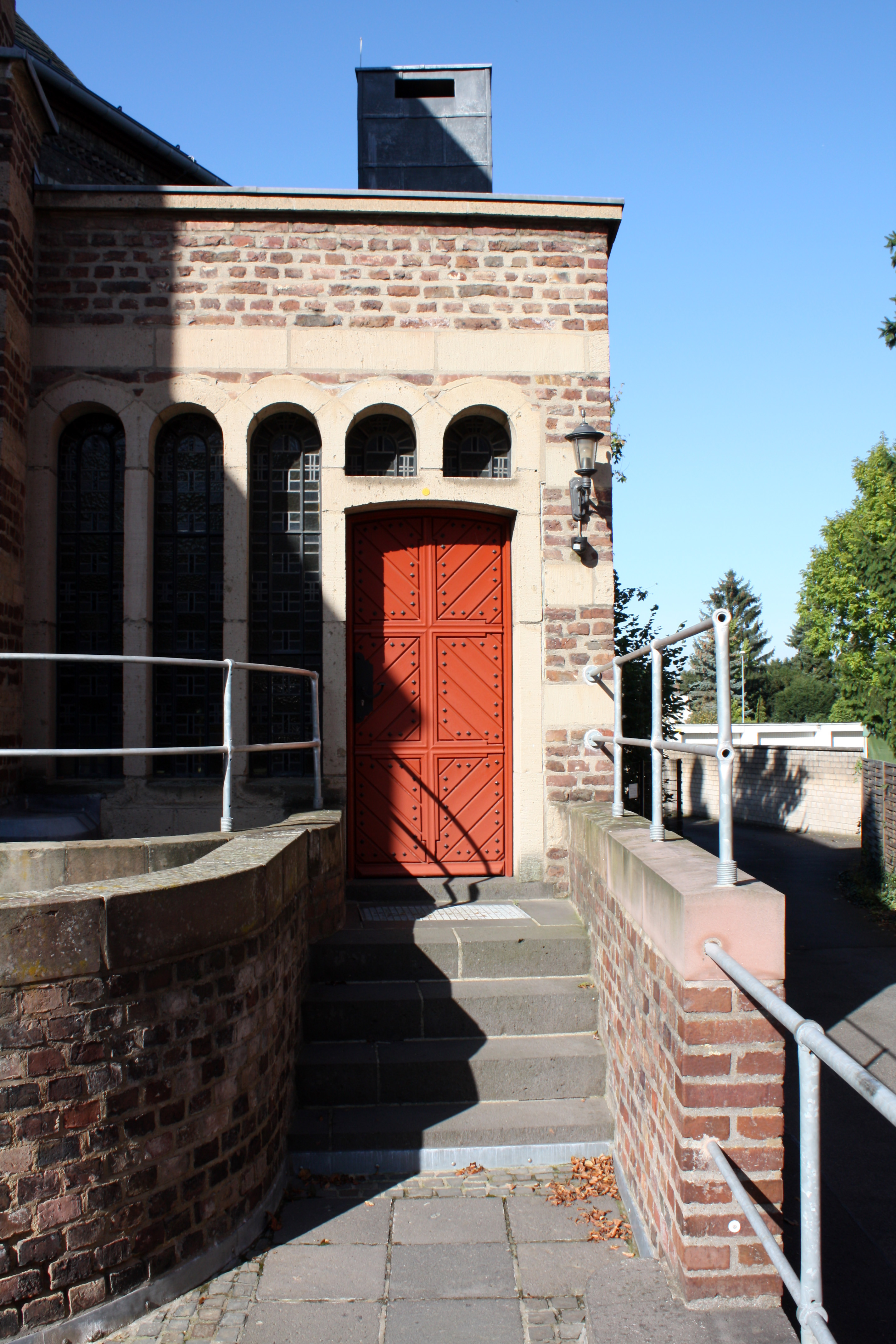
Sakristeianbau

### Kriegsende und Nachkriegszeit
In den Turbulenzen beim Einmarsch der Alliierten Streitkräfte im März 1945 gelang es einer kleinen SS-Einheit, Minen in die Kirche zu werfen. Chor, Sakristei und ein Teil der Beichtkapelle wurden zerstört. Ein ausbrechender Brand vernichtete das Inventar der Sakristei. Herabstürzendes Gewölbe des Kirchenschiffes beschädigte den Hochaltar und zerstörte das Altarbild, das 1935 mit erheblichem Aufwand restauriert worden war.
Der Wiederaufbau in den Nachkriegsjahren gestaltete sich schwierig. Mehrere Gespräche mit dem damaligen Landeskonservator Wolff Metternich und dem Diözesanbaumeister Willy Weyres waren erforderlich, bis die Landesregierung in Düsseldorf im November 1947 die Baugenehmigung erteilte. Sie war mit der Auflage verbunden, dass keine Ansprüche auf Zuweisung von Baumaterial gestellt würden. Bei der Beschaffung von Baumaterial war die Verwaltung der Grube Concordia (der 1958 stillgelegten Brikettfabrik Concordia) sehr behilflich. Die Bauarbeiten verzögerten sich wegen fehlender Baugenehmigung und fehlenden Baumaterials. Bei einem Orkan im April 1947 stürzte das Kirchendach, dessen Dachstuhl noch nicht abgedeckt war, ein. Im gleichen Jahr übernahm der Kölner Architekt Paul Noven die Bauleitung für den Wiederaufbau des bisher einschiffigen Saalbaus. Er ließ unter Einbeziehung erhaltener Bausubstanz, der Kirchturm und die Glocken waren intakt geblieben, St. Alban als eine zweischiffige Hallenkirche wieder aufbauen und erhielt so in etwa das traditionelle Erscheinungsbild der Kirche. 1949 konnten das Dach und der 45 Meter hohe Turm, mit seiner von Blendbögen gegliederte Fassade, mit Schiefer eingedeckt werden. 1950 wurden die neuen Kirchenfenster eingesetzt, deren Entwürfe von dem Glasmaler Theo M. Landmann aus Osnabrück geschaffen wurden. Sie stellen die drei göttlichen Tugenden Glaube, Hoffnung und Liebe sowie die vier Kardinaltugenden dar. Im Chor wurde ein Netzgratgewölbe eingezogen.
Die Kirche erhielt eine neue Orgel mit 17 Registern, die Anfang Oktober feierlich eingeweiht wurde. Seit Mitte Oktober 1950 wurde die Kirche wieder für den Gottesdienst genutzt. Im gleichen Jahr wurde ein elektrisches Geläut eingerichtet und 1977 wurden zwei weitere Glocken angeschafft.

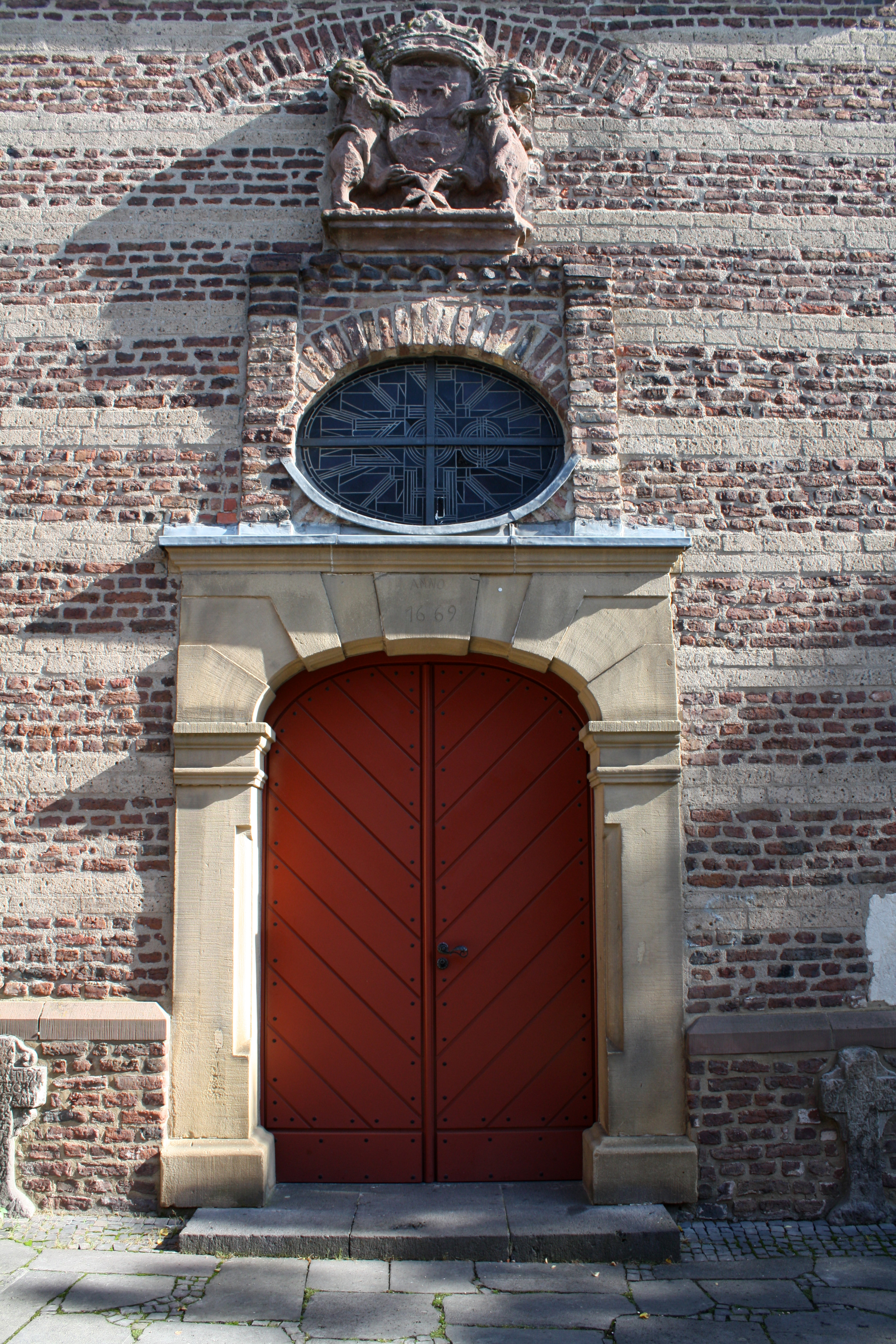
Portal und Scheitelstein „Anno 1669“
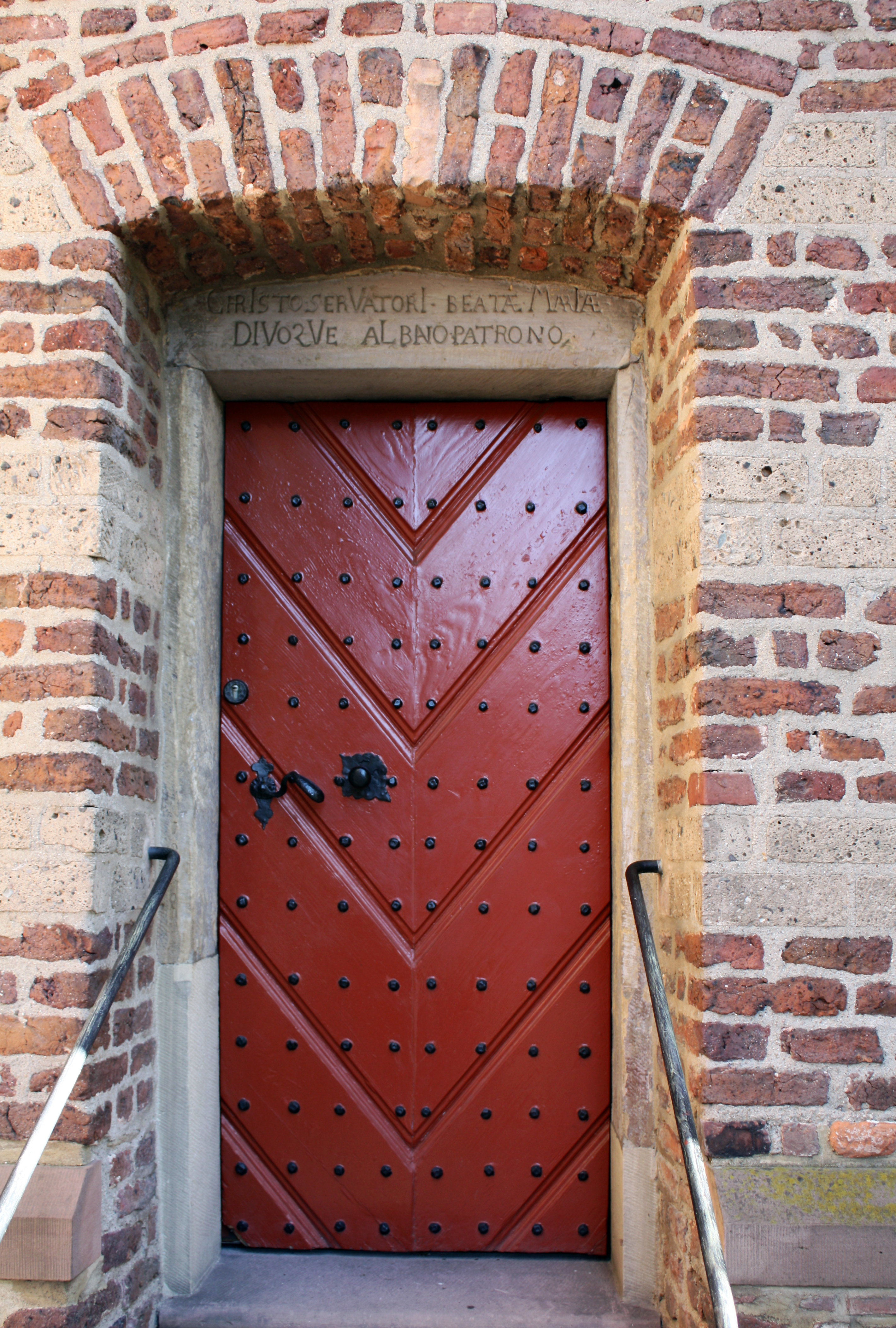
Chronogramm
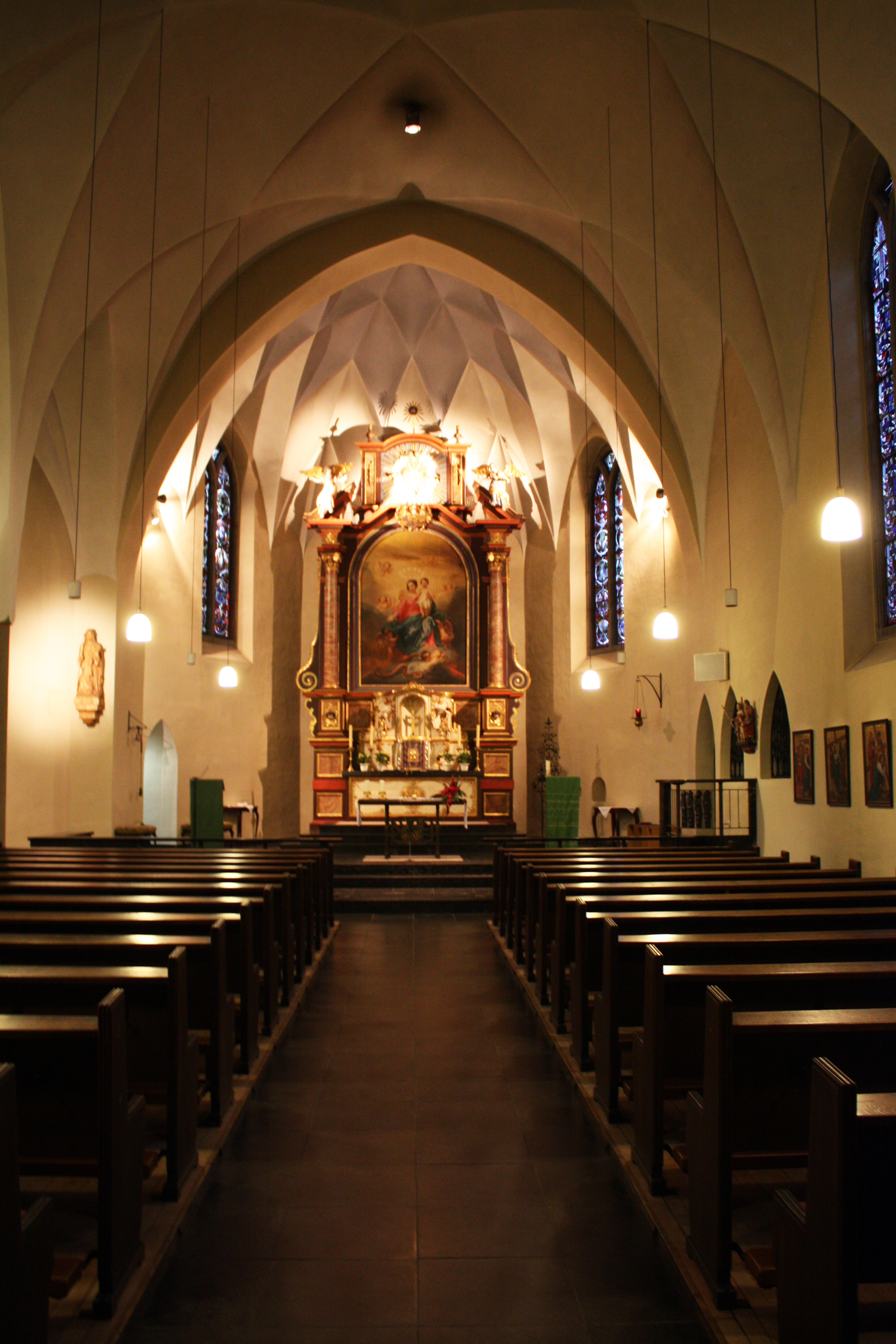
Hauptschiff mit Blick auf den Choraltar

## Heutige Situation
Auch heute ist die leicht erhöht hinter dem alten Fronhof stehende Pfarrkirche Wahrzeichen des Ortes Liblar, die mit ihrer schlanken Turmspitze den Ort überragt. An der unteren Turmfassade befindet sich über dem in das Jahr 1669 datierten Westportal ein von Löwen flankiertes Wappen der Familie Wolff Metternich. Ebenso wie der Scheitelstein des Portalbogens der Kirche verweist ein Chronogramm über dem Eingang zum Oratorium an der Ostseite auf ihr Entstehungsdatum. Die Inschrift hat zwei Bedeutungsinhalte. Der Text selbst preist Christus, und die an diversen Stellen durch Großbuchstaben entstandenen römische Zahlensymbole ergeben in ihrer Summierung das gewollte Datum wieder.
Das aus rotbraunem Ziegelmauerwerk errichtete Bauwerk umziehen regelmäßige Tuffbänder, die Fassaden gliedern sich durch spitzbogige hohe spätgotische Fenster. Der Kontrast zwischen alter und moderner Architektur zeigt sich besonders in dem unter Lichteinfluss spiegelnden Netzgratgewölbe über dem barocken Hauptaltar, der schwere Kriegsschäden erhalten hatte. Er war und wurde wieder das Herzstück der Inneneinrichtung der Kirche, die man entsprechend dem Geschmack der Nachkriegsgestaltung in moderner Form veränderte. Die bisherige überwiegend neugotische Ausstattung erhielt wieder ihren barocken Stil aus den Anfängen der Kirche. Der Hauptaltar konnte restauriert werden, und sein zerstörtes Altarbild wurde durch ein Madonnenbild ersetzt. Dies durch den Restaurator „Minn“ 1962 bei einem Lütticher Kunsthändler erstandene Gemälde, soll nach dem Urteil von Sachverständigen der Rubensschule entstammen.
1978 wurde eine neue Orgel aus der Werkstatt der Firma Seifert, Kevelaer mit 18 Registern und elektrischer Traktur eingebaut. Sie bedarf heute einer gründlichen Überholung.